# 7271 Doroguntsov
7271 Doroguntsov (1979 SR2) là một tiểu hành tinh vành đai chính được phát hiện ngày 22 tháng 9 năm 1979 bởi N. S. Chernykh ở Đài vật lý thiên văn Crimean.